# عامل ورآورنده

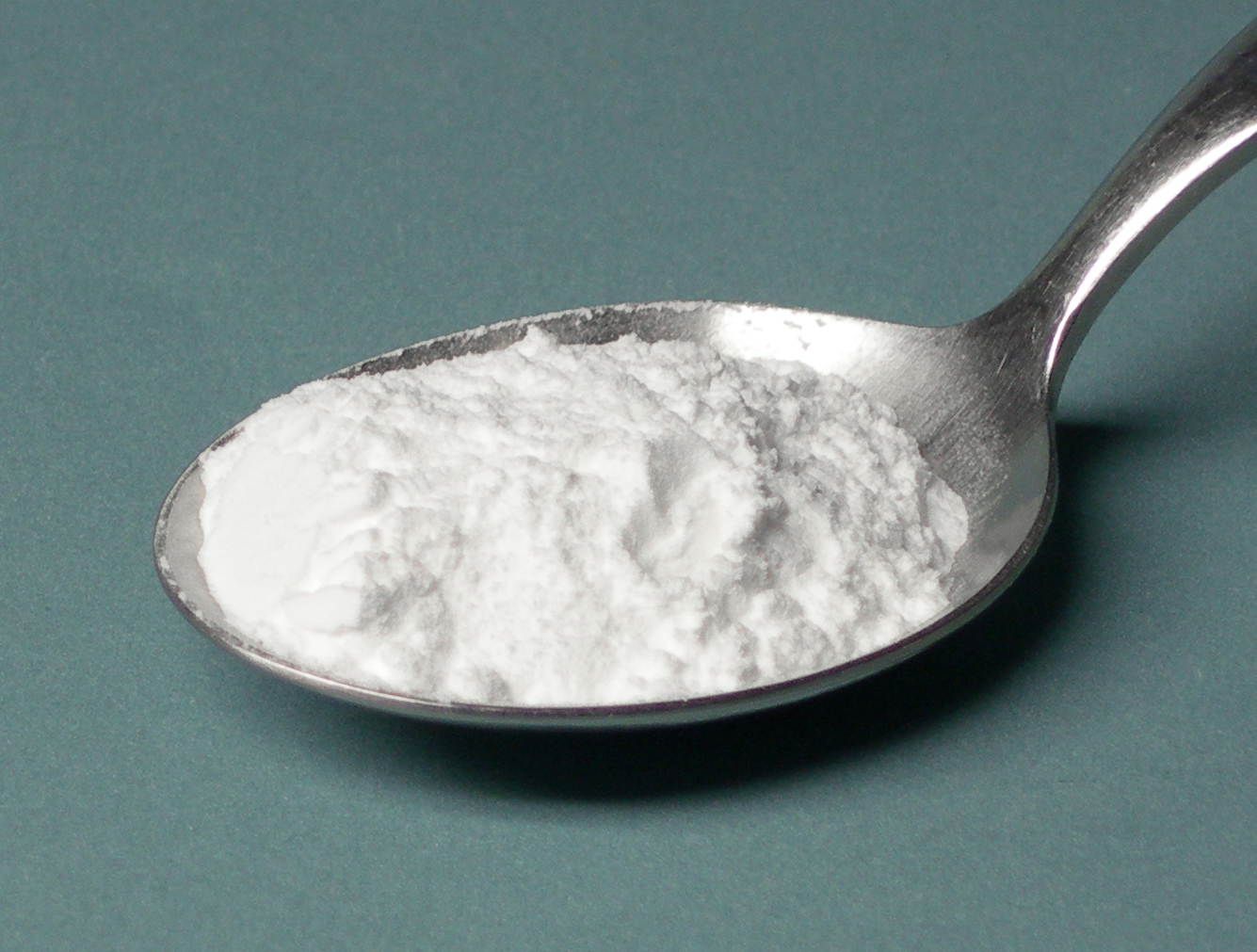
عامل ورآورنده

عامل ورآورنده (به انگلیسی: Leavening) به عاملی گفته می‌شود که باعث ورود حباب‌های گاز به درون خمیر که منجر به تولید خمیر رقیق می‌شوند. برخی از این عوامل مکانیکی هستند اما اغلب گاز دی‌اکسید کربن در اثر عوامل بیولوژیکی یا به علت واکنش یک ماده شیمیایی با حرارت، رطوبت یا اسید تولید می‌شود.
تولید گاز دی‌اکسید کربن باعث ایجاد حجم مناسب، نرمی و سبکی در خمیر و محصول نهایی آن خواهد شد.

## انواع مواد برآورنده
- از مواد برآورنده بیولوژیکی
  - مخمرها نظیر آبجو، آب‌دوغ، کفیر و ماست
- مواد برآورندهٔ خالص شیمیایی
  - جوش شیرین
  - بی‌کربنات آمونیوم
- مواد برآورندهٔ ترکیبی شیمیایی
  - بیکینگ پودر

## تفاوت بین بیکینگ پودر و جوش شیرین
جدول زیر تفاوت‌های جوش شیرین و بیکینگ پودر را نشان می‌دهد:
|                   | جوش شیرین | بیکینگ پودر |
| ----------------- | --- | --- |
| ترکیب             | بی‌کربنات سدیم | بی‌کربنات سدیم + یک یا چند نمک اسیدی (مانند کرم تارتار و سدیم آلومینیوم سولفات) + نشاسته |
| نحوهٔ عمل          | در ترکیب با رطوبت و عناصر اسیدی (به عنوان مثال، ماست، شکلات، دوغ، عسل)، واکنش شیمیایی ایجاد شده و حباب‌های دی‌اکسید کربن تولید می‌شود. این فرایند تحت تأثیر درجه حرارت اجاق گاز افزایش پیدا می‌کند و باعث برآمدن محصول خواهد شد.                          | بیکینگ پودر دو نوع دارد یک نوع آن تک مرحله‌ای عمل می‌کند و تنها بر اثر رطوبت فعال می‌شود و نوع دیگر دو مرحله‌ای است و برای فعال شدن هم نیاز به رطوبت و هم گرما دارد. بیشتر بیکینگ پودرهایی که به فروش می‌رسند از نوع دوم هستند. |
| زمان عمل          | جوش شیرین به محض قرار گرفتن در محیط مناسب شروع به واکنش می‌کند بنابراین بعد از اضافه کردن آن فوراً خمیر باید در فر قرار داده شود وگرنه اثر خود را از دست می‌دهد و خمیر پف نخواهد کرد.                                                                    | نوع دو مرحله‌ای بیکینگ پودر برای واکنش هم به محیط مناسب و هم به دما نیاز دارد بنابراین لازم نیست بلافاصله پس از افزودن بیکینگ پودر در فر قرار داده شود. |
| موارد استفاده     | بیشتر در پخت کلوچه بکار می‌رود. لزوم استفاده از آن بستگی به مواد دیگر در دستور غذایی دارد. | بیشتر در پخت بیسکویت و کیک بکار برده می‌شود. |
| عوامل مؤثر بر طعم | تلخ است. یک اسیدیته در داخل دستور مانند ماست، می‌تواند این تلخی را از بین ببرد. | از نظر طعم و مزه تقریباً خنثی است و معمولاً به همراه شیر بکار برده می‌شود. بیکینگ پودرهایی که در بازار به فروش می‌رسد دارای دو نوع اسید به نام‌های کرم تارتار که در اثر رطوبت واکنش انجام می‌دهد و سدیم آلومینیوم سولفات که در اثر حرارت فر واکنش انجام می‌دهد، هستند. سدیم آلومینیوم سولفات هنگامی که به مقدار زیاد استفاده شود، محصول پخته شده در دهان مزهٔ تلخی را ایجاد می‌کند. در صورتی که از بیکینگ پودرهای مخصوصی که فاقد سدیم آلومینیوم سولفات هستند، استفاده شود خمیر لازم است فوراً در فر قرار بگیرد تا پف کند زیرا تنها یک ماده دارد که در اثر رطوبت واکنش انجام داده و این واکنش مدت زیادی طول نمی‌کشد و پس از مدتی اثر خود را از دست می‌دهد. |
| جایگزینی          | نمی‌توان آن را جایگزین بیکینگ پودر کرد زیرا فاقد اسیدیته به تنهایی است و بدون اسیدیته نمی‌تواند عمل کند اما با مخلوط کردن یک چهارم قاشق چایخوری جوش شیرین و یک دوم قاشق چایخوری کرم تارتار می‌توان مادهٔ جایگزین یک قاشق چایخوری بیکینگ پودر را درست کرد. | می‌توان آن را جایگزین جوش شیرین کرد منتهی به مقدار بیشتری نیاز است و ممکن است بر طعم محصول اثر بگذارد. |
| وزن               | هر قاشق چایخوری ۴ گرم و هر قاشق غذاخوری ۱۲ گرم وزن دارد اما به علت خاصیت فشردگی زیاد وزن یک پیمانه جوش شیرین ۱۹۰ گرم است. | هر قاشق چایخوری ۴ گرم و هر قاشق غذاخوری ۱۲ گرم وزن دارد اما برخلاف جوش شیرین وزن هر یک پیمانه ۱۵۰ گرم است. |
| مقدار             | جوش شیرین از نظر برآوردن خمیر ۵ برابر بیکینگ پودر قدرت دارد. در ازای هر پیمانه (نوع آمریکایی) آرد که در حدود ۱۲۰ گرم وزن دارد، یک چهارم قاشق چایخوری جوش شیرین بکار می‌رود.                                                                            | در ازای هر پیمانه (نوع آمریکایی) آرد، یک تا یک و یک چهارم قاشق چایخوری بیکینگ پودر بکار می‌رود. |
| نگهداری           | طول عمر آن طولانی است | طول عمر آن کوتاه است و در صورت قرار گرفتن در جای مرطوب اثر خود را از دست می‌دهد. باید به صورت کاملاً بسته در جای خنک نگهداری شود. |

## عامل مکانیکی
هم‌زدن کره و شکر باعث وارد شدن حباب‌های هوا به داخل خمیر می‌شود.